# Ramón Carosini
Ramón Mario Carosini Ruíz Díaz, talora riportato come Carossini (Asunción, 30 agosto 1960), è un ex giocatore di calcio a 5 paraguaiano di ruolo pivot.

## Biografia
Soprannominato "Monchi" o "Doctor" perché laureato in Medicina, al termine della carriera sportiva è rimasto a vivere in Spagna, dove esercita la professione di traumatologo.

## Carriera

### Club
Giocatore totale e dal talento indiscutibile, eccelleva nei dribbling e nelle finte. Iniziò come portiere di calcio poiché costretto dai fratelli più grandi. Durante tutti gli anni '80 fu il giocatore di riferimento mondiale per il ruolo di pivot. Nel novembre del 1985 si trasferisce alla formazione spagnola dell'Interviù Lloyd's, della quale diventerà uno dei giocatori simbolo. Con l'istituzione della División de Honor, il 1 ottobre 1989 Carosini realizza la prima rete della storia della LNFS.

### Nazionale
Carosini è stato nazionale paraguaiano dal Mondiale FIFUSA del 1982 sino a quello vittorioso del 1988, vincendo la classifica cannonieri sia nel 1982 che nel 1985, venendo inoltre eletto miglior giocatore delle edizioni del 1985 e del 1988. Nel 1992 ha accettato di partecipare con la nazionale paraguaiana al Mondiale FIFA del 1992 nel quale ha realizzato due reti in tre gare.